# Cidariplura chinensis
Cidariplura chinensis is een vlinder uit de familie van de spinneruilen (Erebidae). De wetenschappelijke naam van de soort is voor het eerst geldig gepubliceerd in 1994 door Yi-Xin Chen.

## Type
- holotype: "male. 17.VIII.1982"
- instituut: IZAS Beijing, China
- typelocatie: "China, Hunan, Daoxian"